# Maxwell MacLagan Wedderburn
Maxwell MacLagan Wedderburn, (né le 25 mars 1883 - mort le 30 juin 1953), est un gouverneur intérimaire du Ceylan britannique dans l'actuel Sri Lanka.